# 화자 (가수)
화자(花子, 1993년 7월 5일 ~ )는 대한민국의 모델, 트로트 가수다.

## 개요
- 키 175㎝로 트롯 여가수 중 최장신으로 꼽히는 늘씬한 몸매를 지닌 화자는 허스키 보이스에 매혹적인 저음의 소유자로 ‘사의 찬미’와 ‘황성옛터’ 등 슬로 트롯 중심의 옛 가요에 특화된 장점을 갖췄다. 하지만 ‘사랑이 좋아’와 ‘당신이 복권’ 같은 경쾌한 리듬의 댄스 곡도 부른다.[2]

- 원래 R&B, 발라드, 째즈 소울을 하다가 대학에 진학하면서 실용음악을 전공하게 됐는데 교수들이 화자의 목소리가 특이하다며 옛 노래를 권하면서 옛날 노래를 부르게 됐고 이것이 계기가 되어 첫 소속사에 트로트 가수로 캐스팅 되었다.[3]

- 트로트 연습생을 10년 넘게 하면서 힙합댄스, 힐댄스, 폴댄스를 익혔고, 생계를 위해 부업으로 모델 일을 했다.[4]

- 화자(花子)라는 이름은 그녀의 이미지를 중화시키고 꽃처럼 살라는 의미로 노래 스승이 지어주었다.[5]

- 2023년 가수 데뷔를 앞두고 갑상선암 수술을 받는 어려움을 겪기도 했다. 이후 음 이탈로 노래를 제대로 부를 수 없었지만 피나는 연습으로 정상적인 목소리와 가창력을 되찾고 MBN ‘현역가왕’에 출전하면서 유명해졌다.[6]

## 데뷔
- 트로트 연습생을 하면서 4년간 준비한 끝에[7] 2023년 10월 23일 미니앨범 "화자 1. 花子"로 데뷔했고, 앨범을 발매한 날에 '현역가왕'에 마스크를 쓰고 참가하면서 2023년 12월 28일 방영된 '현역가왕' 1회가 데뷔 무대가 되었다.[8][9]

## 음반
- 화자 1. 花子 (2023)
- 현역가왕 마스크걸 화자 (2025)

## 활동
- 2023년 12월 23일 MBN ‘현역가왕’ 1회 자체평가전에 마스크를 쓰고 참가했다. 대중에게 궁금증을 유발하고 목소리로만 승부하기 위해 제작진들과 협의해 마스크를 쓰게 되었다.[10] 무대에 선 마스크걸은 “뒷골목의 고양이처럼 조용하고 은밀하게 이날만을 기다렸다. 현역 1일차 마스크걸이다”라며 자기소개를 했다.[11] 몸매가 훤히 드러나는 드레스를 입은 마스크걸의 등장에 참가자들은 "혼자 '복면가왕' 찍는 것 같다", "너무 궁금하다", "몸매가 너무 좋다" 등의 반응을 보였다.[12] 현역 1일 차. 마스크걸은 "'현역가왕'에 너무 나오고 싶었다. 참가 자격을 충족하기 위해 급하게 앨범을 발매했는데 그게 오늘 나왔다. 마스크는 올 인정이 나오면 벗도록 하겠다"며 남다른 자신감을 드러냈다.[13] 몽환적인 음색으로 윤심덕의 ‘사의 찬미’를 불러 첫 소절부터 모두를 빠져들게 했다.[14] 호소력 짙은 목소리와 감성 가득한 무대를 보여준 마스크걸은 자체평가전 30점 만점 중 20점을 받았다. 무대를 본 대성은 "정말 몽환적이고 달빛에 비친 고양이의 춤을 본 것 같다"고 극찬했다.[15] 마스크걸 무대 시작과 동시에 눈물을 흘린 박성연은 생각보다 낮은 점수에 "왜 이렇게 안 눌러주냐"며 아쉬움을 표했다.[16] 마스크걸의 노래가 시작되자마자 눈물을 터뜨린 박성연은 “난 누군지 알 것 같다. 이 친구가 얼마나 고생을 했는지 알기 때문에 너무 대견했다”며 눈물의 이유를 전했다.[17]

- 2024년 1월 2일 방영된 MBN ‘현역가왕’ 6회 본선 2차전 1라운드에 ‘이기자 시스터즈’(반가희(팀장), 김소유, 마스크걸(화자), 신미래, 하이량) 팀으로 ‘월남에서 돌아온 김상사’, ‘님은 먼곳에’, ‘이별의 부산 정거장’, ‘미운 사내’, ‘카발레’, ‘정말로’ 곡으로 무대에 올랐다. ‘이기자 시스터즈’는 연예인 판정단 점수 166점, 국민평가단 점수 81점, 총 247점으로 중간 순위 5위를 했다. 1위를 제외한 나머지 팀은 방출후보가 되는 규칙에 따라 화자는 본선 3차전에 추가합격 하지못하고 마스크를 벗게 되었다. “경연에서 이기면 마스크를 벗겠다”고 공언했던 마스크걸은 탈락 후 정체를 공개했다.[18] 화자는 “10년을 넘게 트로트 가수 연습생을 하고 있다. 4년 동안 준비한 앨범을 ‘현역가왕’을 통해 공개할 수 있어 영광이었다. 열심히 굳건히 행보하겠다”고 당찬 포부를 밝혔다.[19]

- 2025년 2월 17일 오후 12시 화자의 첫 정규앨범 “현역가왕 마스크걸 화자”가 발매됐다. 타이틀 곡은 경쾌한 댄스 리듬의 ‘당신이 복권’이다. 키 175㎝로 트롯 여가수 중 최장신으로 꼽히는 늘씬한 몸매를 지닌 화자는 허스키 보이스에 매혹적인 저음의 소유자로 ‘사의 찬미’와 ‘황성옛터’ 등 슬로 트롯 중심의 옛 가요에 특화된 장점을 갖췄다. 하지만 경쾌한 댄스 리듬의 ‘사랑이 좋아’와 ‘당신이 복권’도 있다.[20] 보통 가수들이 CD와 USB로만 앨범을 만드는 것과는 달리 화자의 앨범은 화보와 달력을 포함한 탁상 캘린더 형태로 제작하는 새로운 형식의 음반이다.[21] 발매 2주 전 부터 본인의 유튜브 채널에서 신청을 받아 팬들에게 일일이 우편으로 앨범을 선물했다. 화보에 들어간 30장의 사진들도 한 번에 몰아 찍은 게 아니고 지난 1년 동안 한 달에 한번 촬영해 모은 것이라고 한다.[22]

## 방송
- 내일은 미스트롯 (2019) - Top38
- 현역가왕 (2023) - Top25

## 학력
- 숭실대학교 실용음악과(보컬 전공)[23]

## 기타
- 신체: 키 175cm, 체중 55kg
- MBTI: ESFP
- 별명: 마스크걸
- 취미: 골프, 폴댄스